# St. Martin (Waldsee)

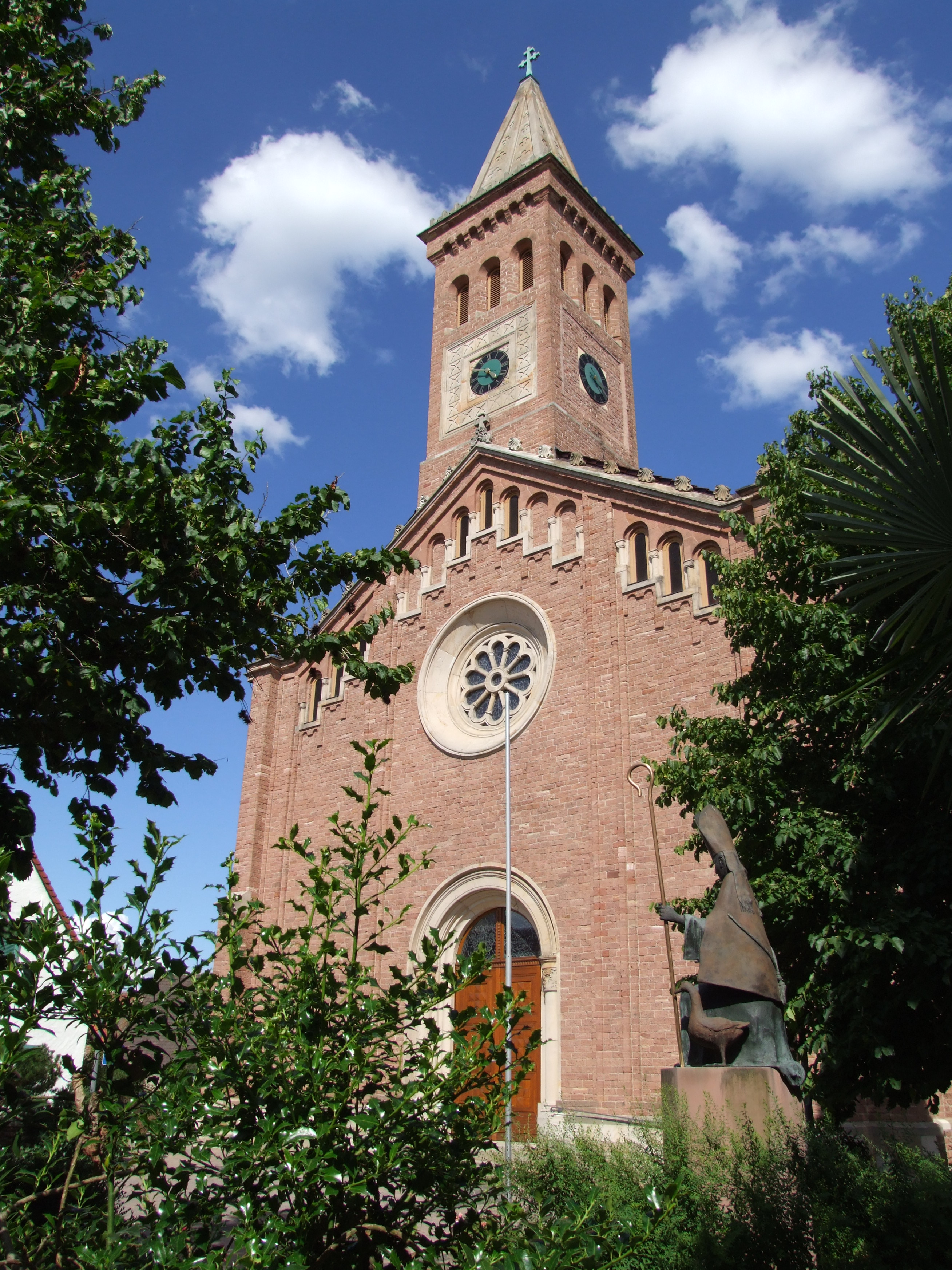
Katholische Kirche St. Martin

St. Martin ist die römisch-katholische Pfarrkirche der Pfarrei Heiliger Christophorus und Mittelpunkt der pfälzischen Kirchengemeinde St. Martin in Waldsee in Rheinland-Pfalz. Das Gebäude steht am Rande des Hochgestades über der Rheinniederung.
Die Kirche in der Kirchstraße 16 wurde 1842/43 nach Plänen des Architekten August von Voit als neuromanischer Rotsandsteinquader-Saalbau errichtet und steht unter Denkmalschutz.

## Umgebung
Vor dem Gebäude steht in einer kleinen Grünanlage eine Statue des Patrons der Kirche, des heiligen Martins von Tour, der mit seinem Attribut, einer Gans, dargestellt ist. Dort erinnert eine Tafel an die Priester der Pfarrei. Die Bronzestatue des Heiligen wurde von Franz Müller-Steinfurth geschaffen.
Südlich der Statue ist das Elisabethenhaus der katholischen Frauen situiert, dessen Front mit einer Statue der Heiligen Elisabeth geschmückt ist.
Südlich der Kirche befinden sich Pfarrhof und Pfarrzentrum.
Im Osten unterhalb der Kirche, schon in der Rheinniederung, befindet sich der zur Kirchengemeinde gehörende Kindergarten St. Martin.
Auf dem Rasen hinter der Ostseite der Kirche wurde eine kleine Lourdes-Grotte errichtet.

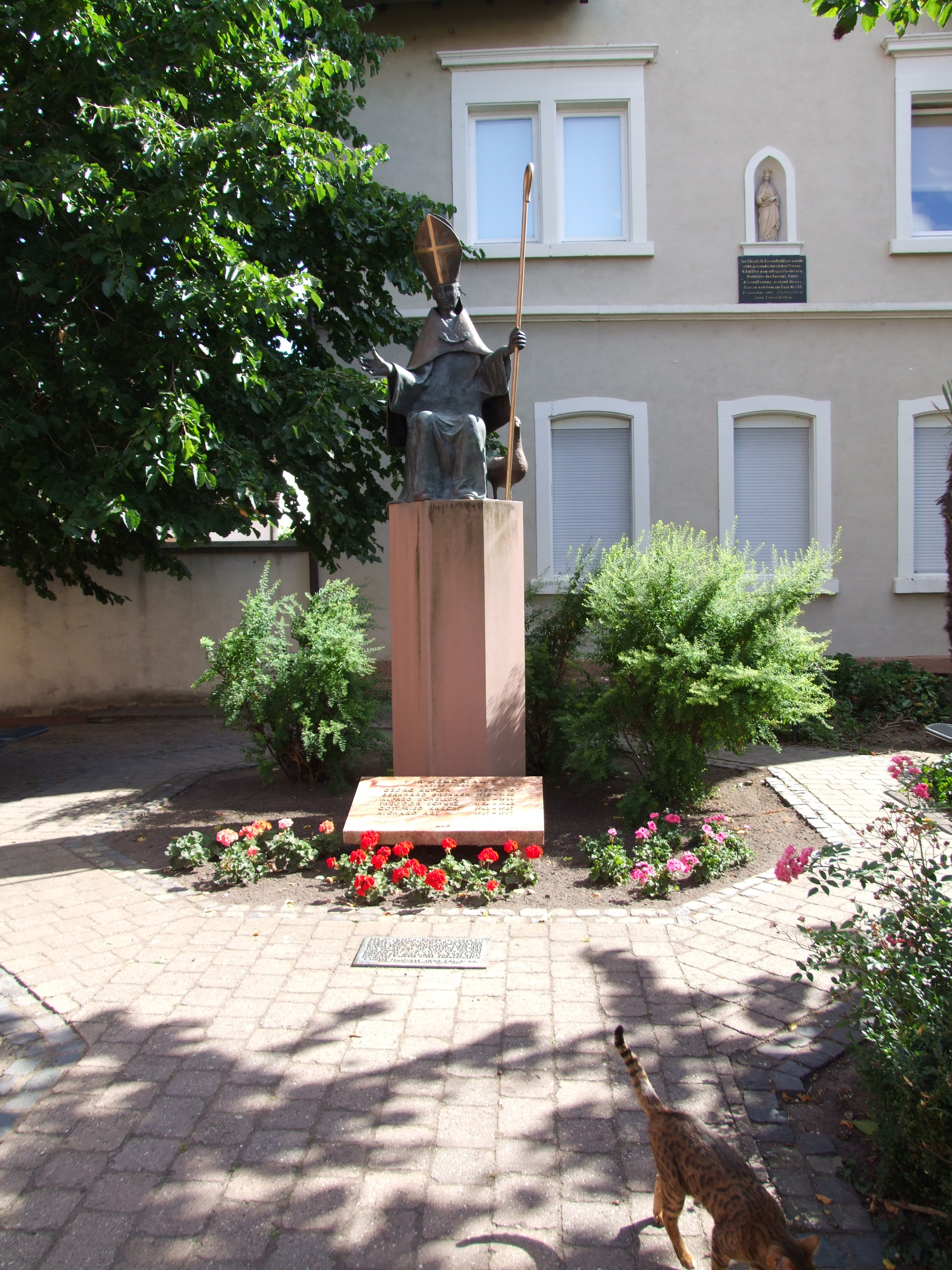
Statue des St. Martin; im Hintergrund das Elisabethenhaus
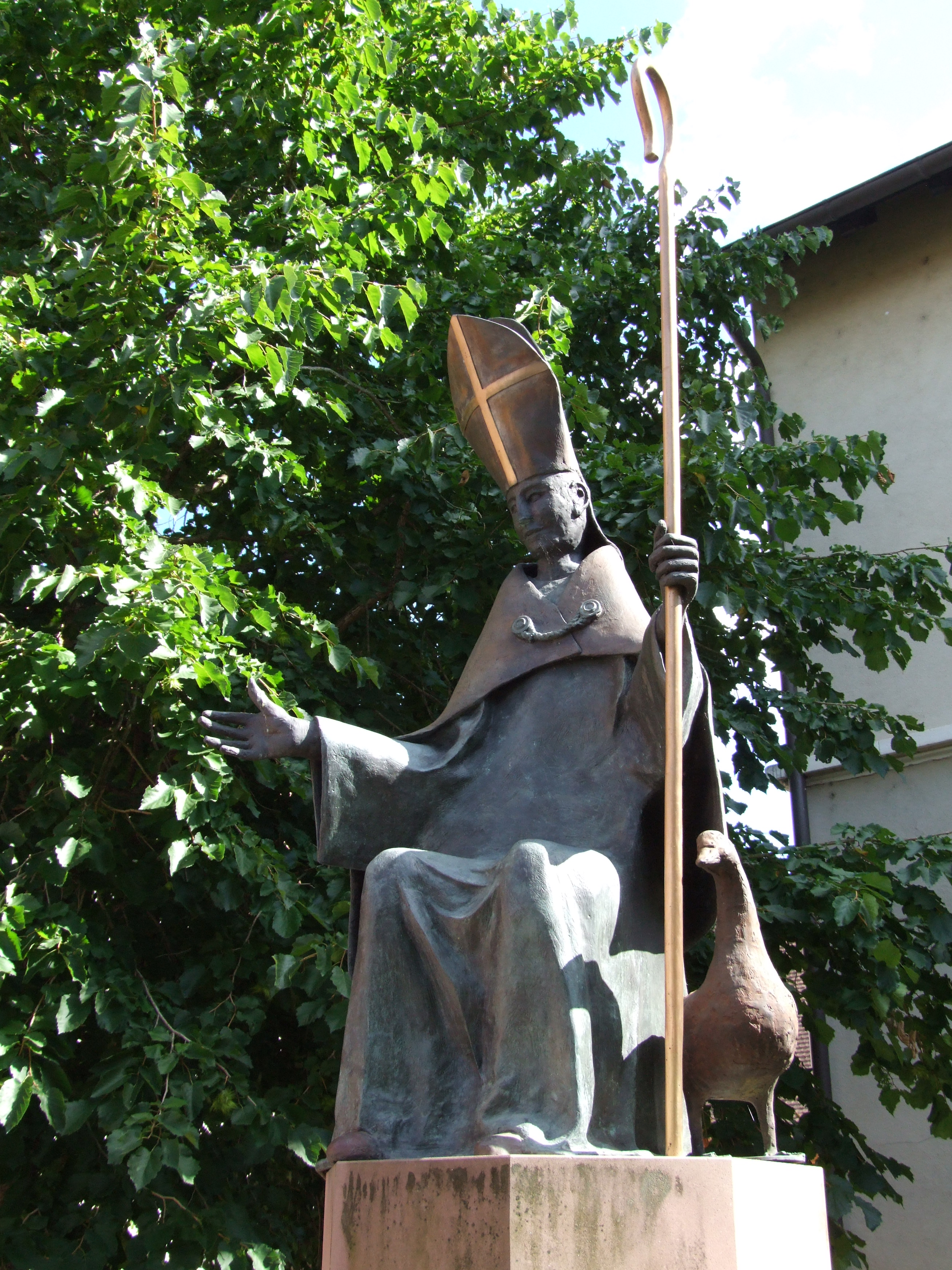
Statue des St. Martin – Nahansicht
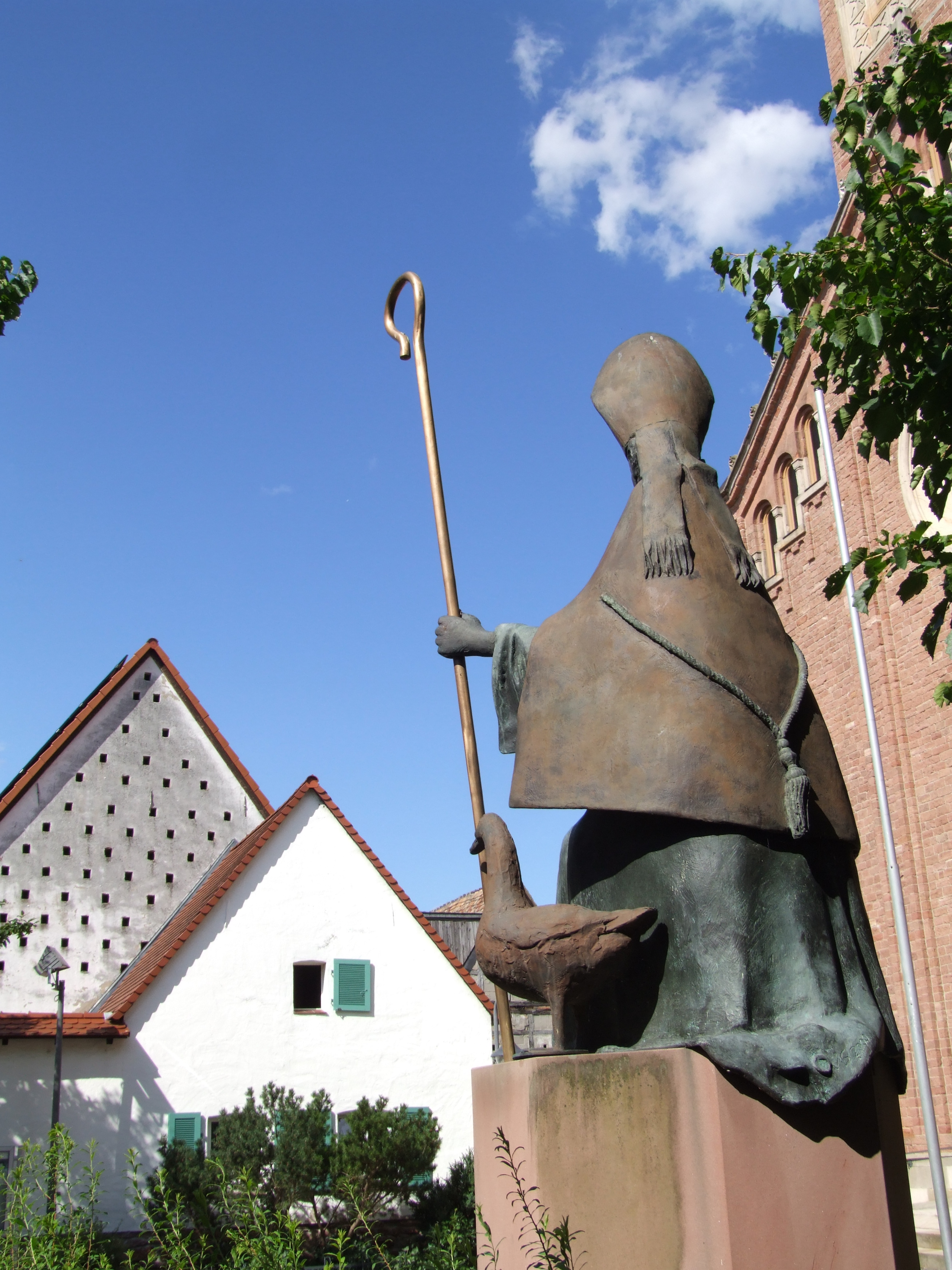
Statue des St. Martin, Rückseite, deutlich zu sehen sein Atrribut die Gans
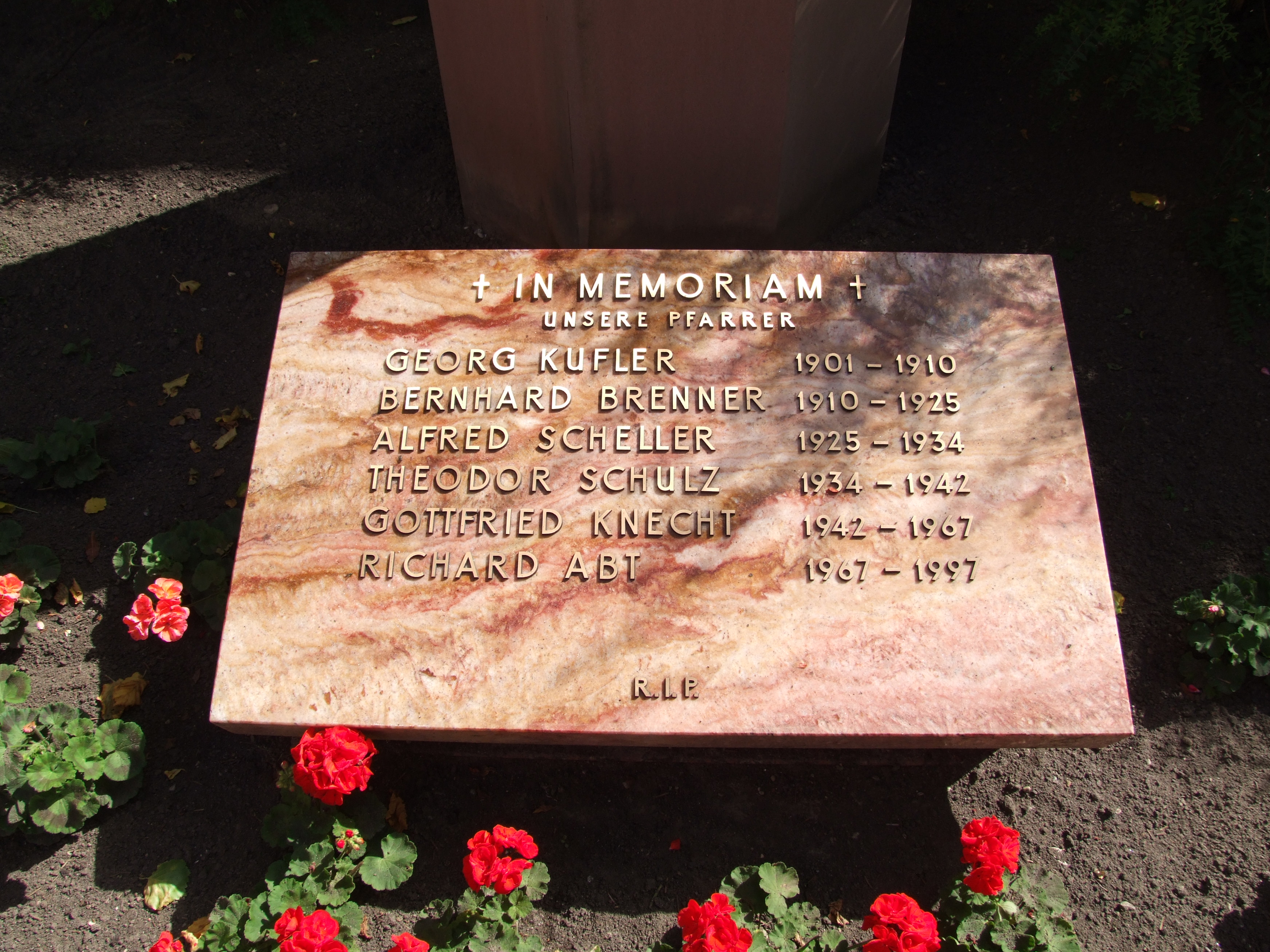
Erinnerungstafel an die Priester der Pfarrei seit 1901
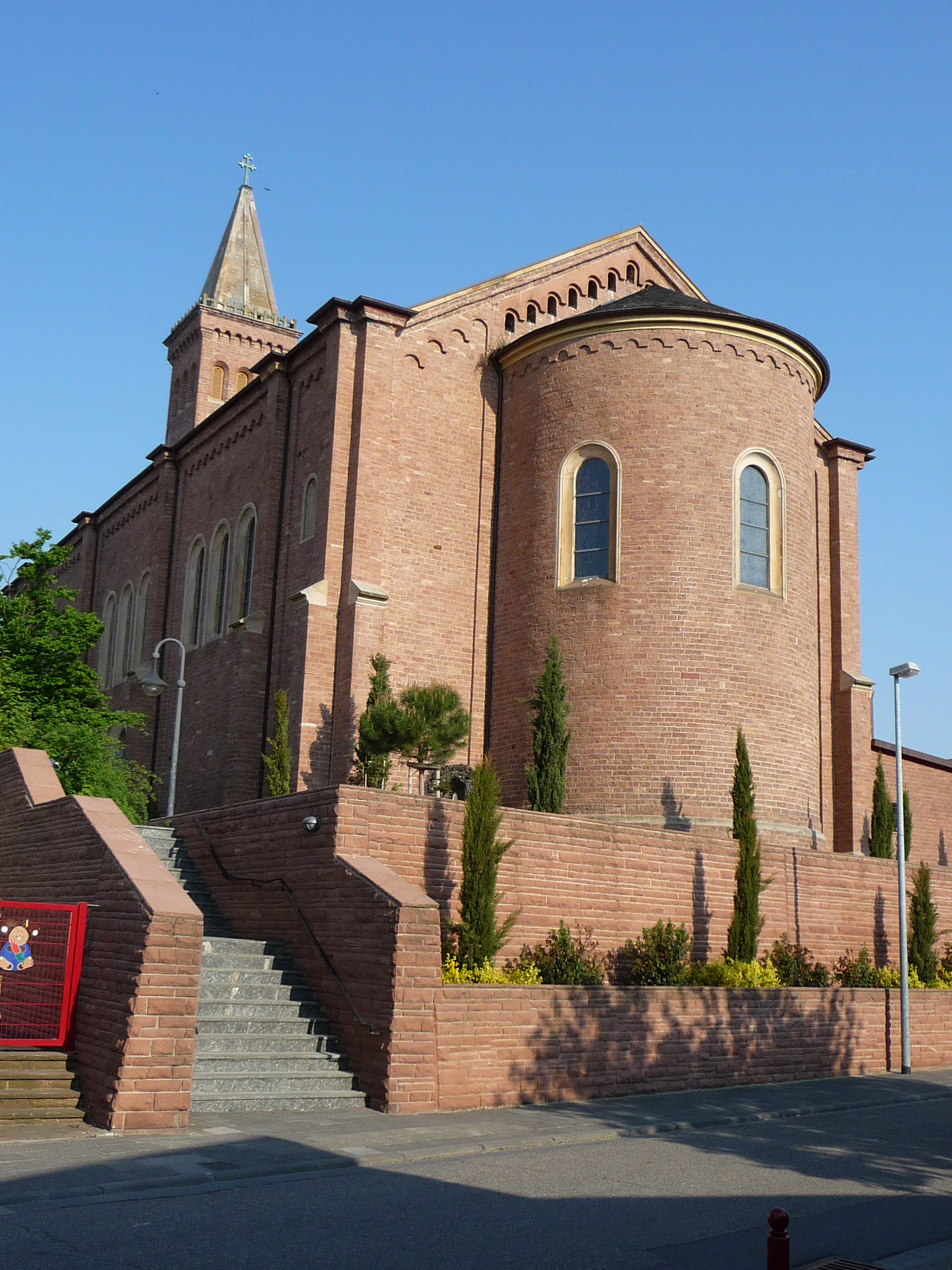
Apsis auf der Ostseite der Kirche
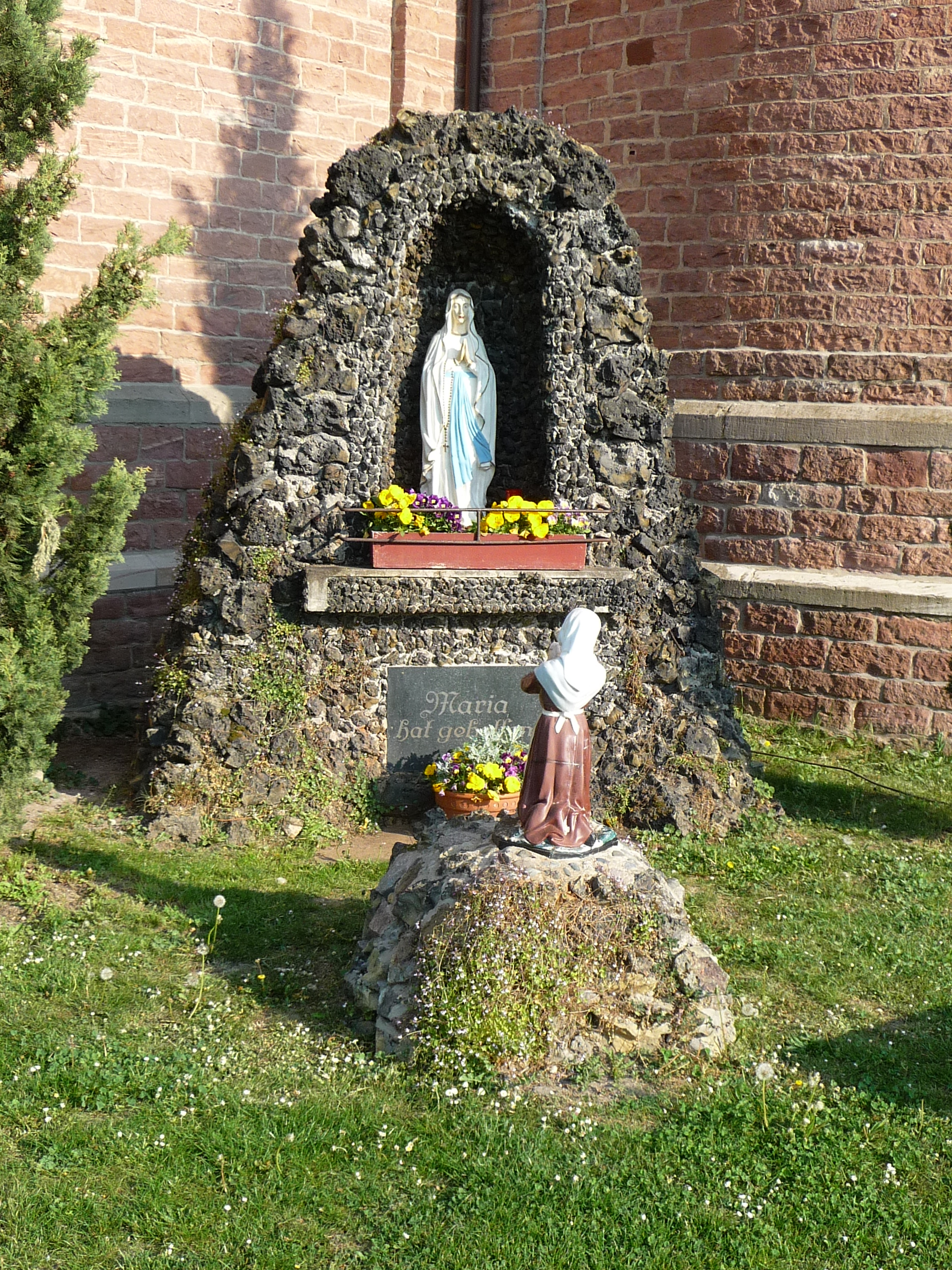
Kleine Lourdes-Grotte
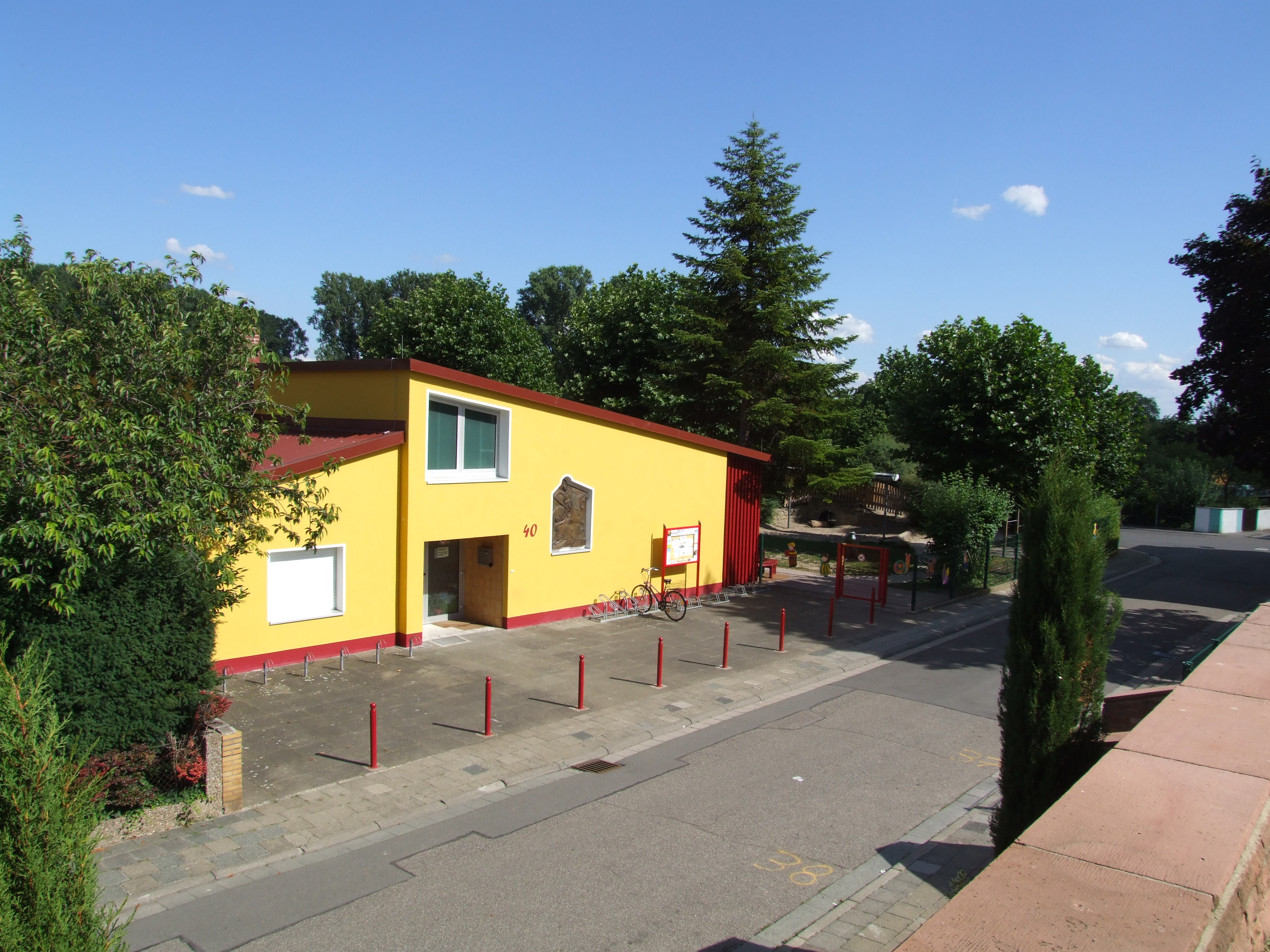
Kindergarten St. Martin, östlich, unterhalb der Kirche St. Martin
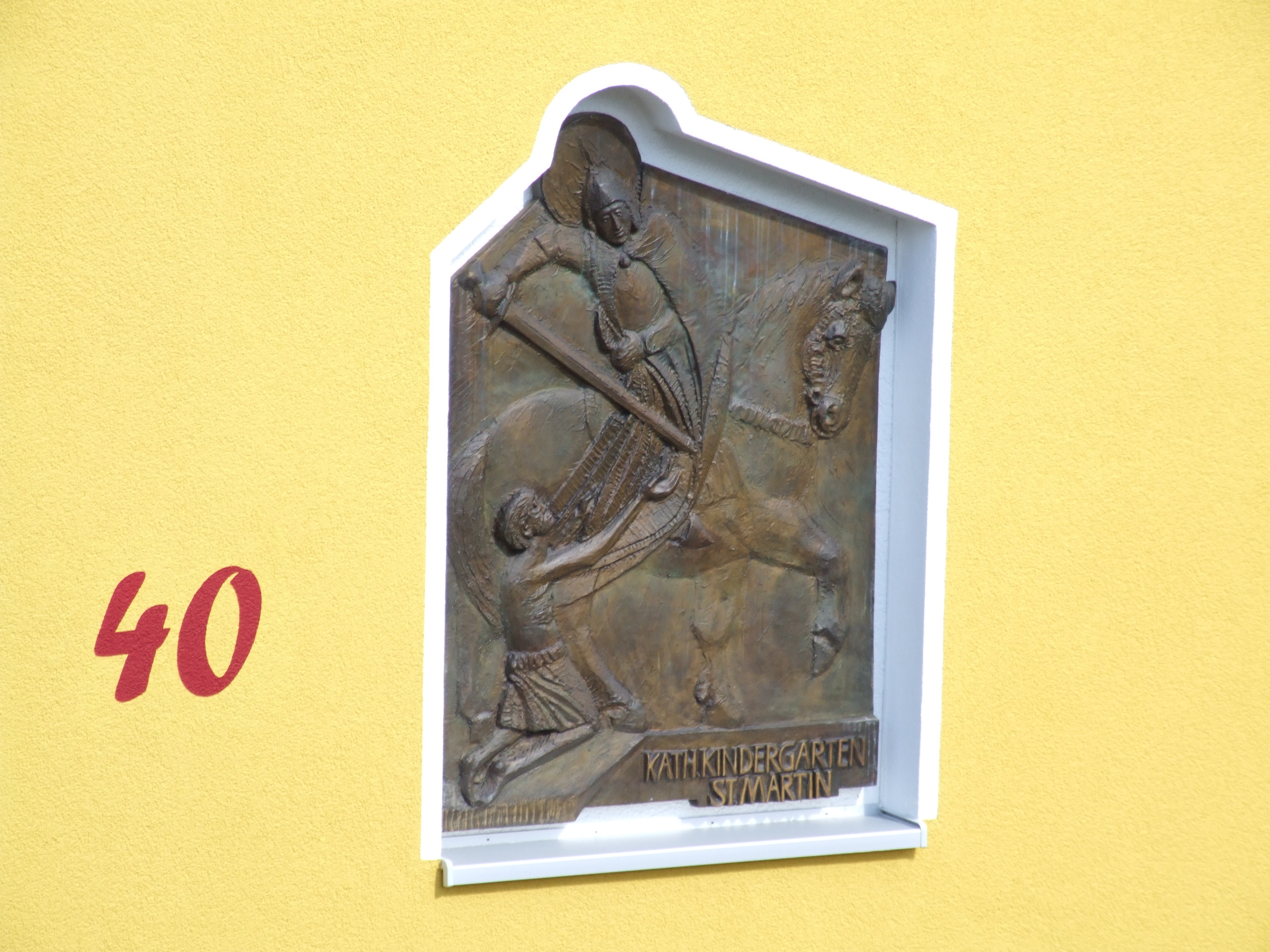
Reliefbild des St. Martin auf dem Pferd, der für den Bettler den Mantel teilt, an der Westseite des Kindergartens
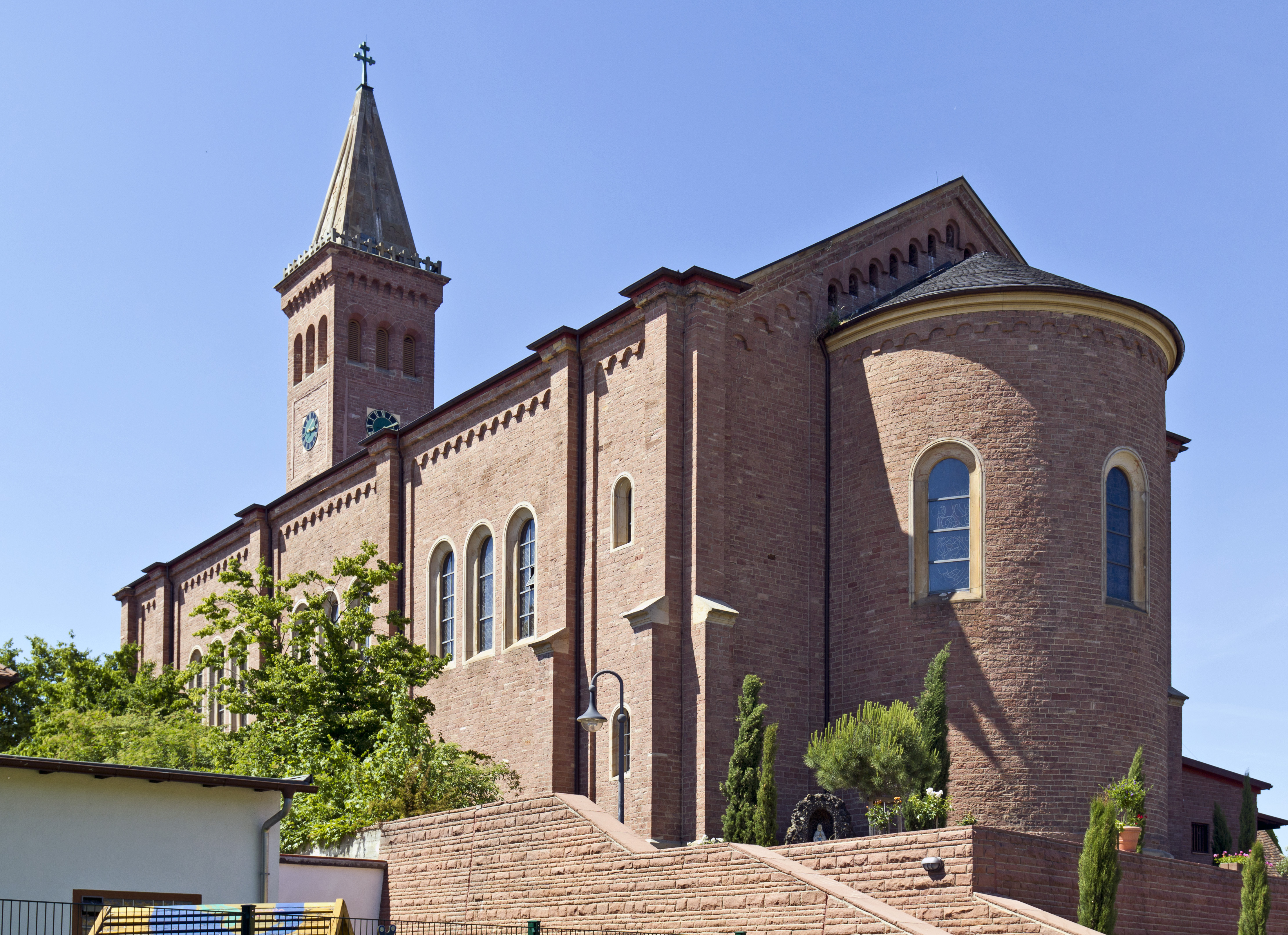
Die Kirche von der Rheinniederung aus gesehen